# Andrea Wolf (Aktivistin)
Andrea Wolf (kurdischer Deckname: Ronahî) (* 15. Januar 1965 in München; † 23. Oktober 1998 bei Çatak) war eine deutsche, linksradikale Aktivistin. Sie galt als Sympathisantin der Rote Armee Fraktion und war Mitglied der paramilitärischen verbotenen Untergrundorganisation Volksbefreiungsarmee Kurdistans.

## Engagement und politische Aktivität in Bayern
In ihrem Gymnasium war Andrea Wolf Schulsprecherin. Später wurde sie Mitglied einer SPD-Jugendgruppe und Helferin im Jugendrotkreuz. Kontakte zur linksradikalen Szene führten Anfang der 1980er Jahre zu ihren ersten Verhaftungen: Nach einer Hausbesetzung verbrachte sie einen Tag in Haft. Die Teilnahme an einer Demonstration am 4. April 1981 führte zu vier Tagen Untersuchungshaft. Zusammen mit ihrem Zwillingsbruder Tom schloss sie sich kurz darauf der autonomen Bewegung Freizeit 81 an. Wegen ihrer Beteiligung an Brandanschlägen auf eine Filiale der Dresdner Bank und eine Hauptschule sowie wegen mehrerer Sachbeschädigungen durch Graffiti wurde sie im Oktober 1981 gemeinsam mit ihrem Bruder zu einer Freiheitsstrafe von 18 Monaten verurteilt, tatsächlich inhaftiert waren beide etwa sechs Monate lang. Im November 1984 starb Tom Wolf durch vermutlichen Suizid nach einem Sturz aus einem Fenster. Nach der regelmäßigen Teilnahme an Demonstrationen gegen Faschismus und Globalisierung engagierte sich Andrea Wolf gegen die geplante Wiederaufarbeitungsanlage Wackersdorf.

## Zeit in Frankfurt
Nach dem Rückgang autonomer Aktivitäten in München zog Wolf 1986 nach Frankfurt. Dort begann sie im Sommer 1987 mit weiteren Hausbesetzungen und der Unterstützung eines Hungerstreiks weiblicher Inhaftierter in Berlin. Im September 1987 folgte eine weitere Verhaftung, weil man ihr die Planung mehrerer Sprengstoffanschläge vorwarf; nach zwei Monaten Untersuchungshaft wurde sie entlassen. Wolf schloss sich daraufhin der autonomen Gruppierung Kein Friede an. Sie beging weitere Hausbesetzungen, um sich mit hungerstreikenden inhaftierten Mitgliedern der RAF solidarisch zu zeigen.
Neben diesen direkten Aktionen beschäftigte sich Wolf auch intellektuell mit autonomem Gedankengut: So sprach sie 1990 auf einer Demonstration über die Bedeutung der strafbaren Mitgliedschaft in einer terroristischen Vereinigung (§ 129a StGB) und war Gründungsmitglied eines Diskussionsforums gegen politische Inhaftierungen.

## Politische Reisen ins Ausland
Während der Proteste gegen den Weltwirtschaftsgipfel 1992 in München entstanden Kontakte zu ausländischen linksradikalen Gruppierungen, vor allem aus Mittelamerika und Kurdistan. 1993 reiste Wolf für mehrere Wochen nach El Salvador, um die Kontakte zu den dortigen Widerstandskämpfern gegen die damalige Militärdiktatur auszubauen. 1994 folgte eine weitere politische Reise in die USA und nach Guatemala, wo seit dem Tod von Tom Wolf auch deren Mutter Lilo Wolf († 23. April 2013 in Guatemala-Stadt) lebte.

## Flucht nach Kurdistan
Nach ihrer Rückkehr wurde Andrea Wolf von den Ermittlungsbehörden mit dem Sprengstoffanschlag der RAF gegen die Justizvollzugsanstalt Weiterstadt in Verbindung gebracht. Sie selbst bestritt jedoch sowohl ihre Mitwirkung als auch eine damalige Mitgliedschaft in der RAF. Ungeklärt blieb auch die Rolle von Andrea Wolf als enge Bekannte von Klaus Steinmetz, einem V-Mann des Verfassungsschutzes. Einige von Andrea Wolfs politischen Weggenossen beschuldigten sie, sich Steinmetz aus Leichtsinn genähert und Geheimnisse offenbart zu haben. Diese auch sehr drastische Kritik machte Andrea Wolfs Situation in der Szene zunehmend unerträglich. Als im Sommer 1995 gegen sie ein Haftbefehl erlassen wurde, tauchte sie in den Untergrund ab und bereitete sich, auch wegen des fehlenden Rückhalts in Deutschland, auf eine Flucht nach Kurdistan vor.

### Ronahî
Ende 1996 floh sie schließlich und schloss sich der kurdischen Untergrund-Organisation PKK an; als Decknamen wählte sie Ronahî (kurdisch: Licht). Nachdem sie einige Wochen beim Kader der PKK verbracht hatte, schloss sie sich der ARGK an und war hier Mitglied in einer Einheit der YAJK, dem Freien Frauenverband Kurdistans. Hier erhielt sie eine militärische Ausbildung, kämpfte zunächst gegen die kurdische Peschmerga der Demokratischen Partei Kurdistans und später gegen die türkische Armee.
Am 23. Oktober 1998 soll Andrea Wolf bei einem Gefecht von der türkischen Armee gefangen genommen und von einem Offizier ermordet worden sein. Seither wird sie von der PKK als Märtyrerin verehrt. Nach Darstellung des Berichtes über Massengräber in der Türkei des Menschenrechtsvereins wurde der Leichnam Andrea Wolfs gemeinsam mit 40 weiteren Leichnamen von PKK-Kämpfern und -Kämpferinnen in einer Höhle in der Nähe des Dorfes Andiçen im Landkreis Çatak zurückgelassen und die Höhle anschließend gesprengt.
Ihre Mutter und ein Unterstützerkreis verlangten von der Türkei, die Todesumstände von Andrea Wolf und der mit ihr gestorbenen PKK-Angehörigen aufzuklären. Als die Türkei keine angemessene Untersuchung einleitete, klagte die Mutter vor dem Europäischen Gerichtshof für Menschenrechte. Nach mehrjähriger Verfahrensdauer verurteilte der EGMR die Türkei 2010, weil sie keine ernsthafte Untersuchung in Bezug auf das Schicksal von Andrea Wolf geführt habe. Den Vorwurf der Mutter, türkisches Militär hätte Wolf misshandelt und getötet, sahen die Europa-Richter hingegen nicht als bewiesen an, so dass es nicht zu einer weitergehenden Verurteilung wegen Folter und Tötung kam.

## Rezeption
Die Jineolojî-Akademie, eine Einrichtung der PKK, eröffnete 2019 das Andrea-Wolf-Institut.